# Gråspett
Gråspett (Picus canus) är en eurasisk hackspett nära besläktad med gröngöling vilken den också kan förväxlas med.

## Utseende

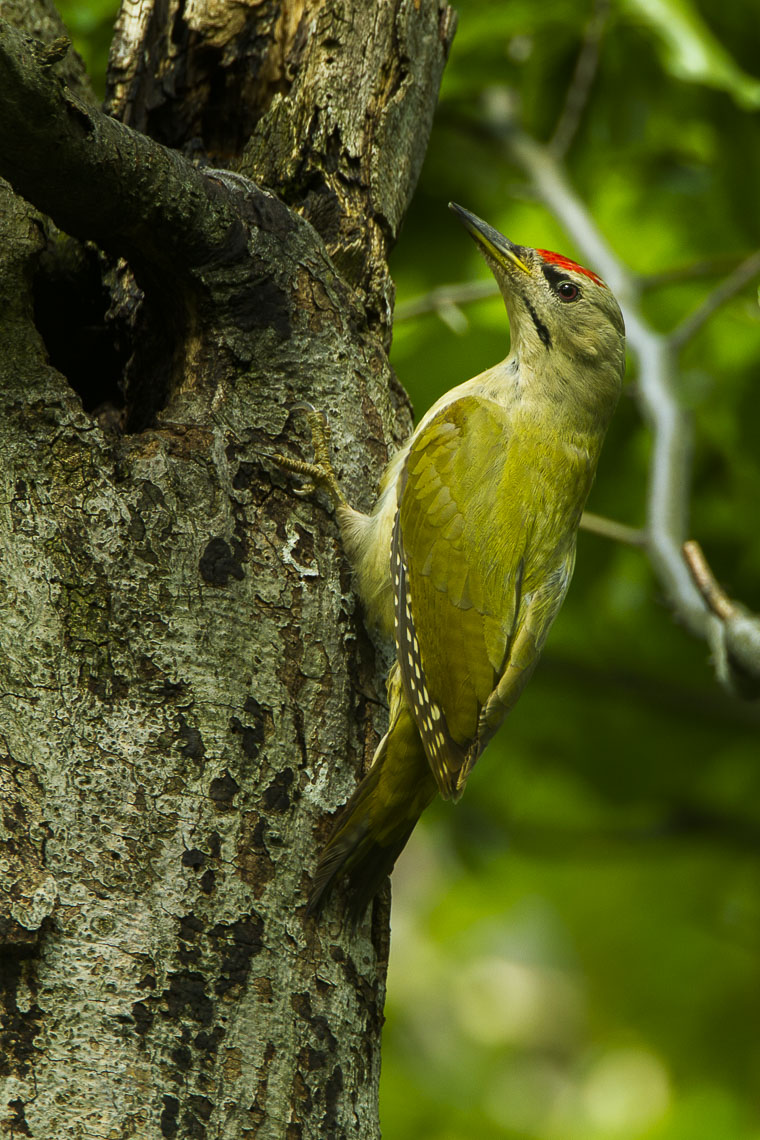

Nominatformen av gråspett P. c. canus som förekommer i Europa är mellan 27 och 32 centimeter lång, har en vingbredd på 38–40 centimeter och väger 130–180 gram. 
Den har grå nacke och huvud och mossgröna vingar där ovansidan av handpennorna är fint vitprickade. Undertill är den ljust grågrön. Dess övergump är gulgrön och den kilformade stjärten mörkt mossgrön. Den har ett svart parti mellan ögat och näbben och ett svart mustaschstreck, som är mindre än hos gröngölingen, liknande en nedåtböjd mungipa. 
Hanen har en liten röd fläck framme på hjässan. Den liknar gröngölingen men är märkbart mindre och har gråare undersida. Den har även klenare och kortare näbb. I flykten ser den halslös och uppnosig ut.

### Dräktskillnader hos underarterna
De diagostiska karaktärskillnaderna mellan denna arts olika underarter är främst färgtonen på fjäderdräkten, mängden svart i nacken, storleken på mustaschstrecket, längd på vingar och näbb, och utbredningen och storleken på de vita fläckarna på ovansidan av handpennorna.

## Läten
Gråspettens sång består av sex till nio raka, klagande visslingar som gradvis faller i tonhöjd och ofta saktar in, utan gröngölingens skrattande ton. Den trummar oftare än gröngöligen, med rätt snabba och ljudliga virvlar som varar cirka 1,5 sekund. 

## Utbredning och systematik

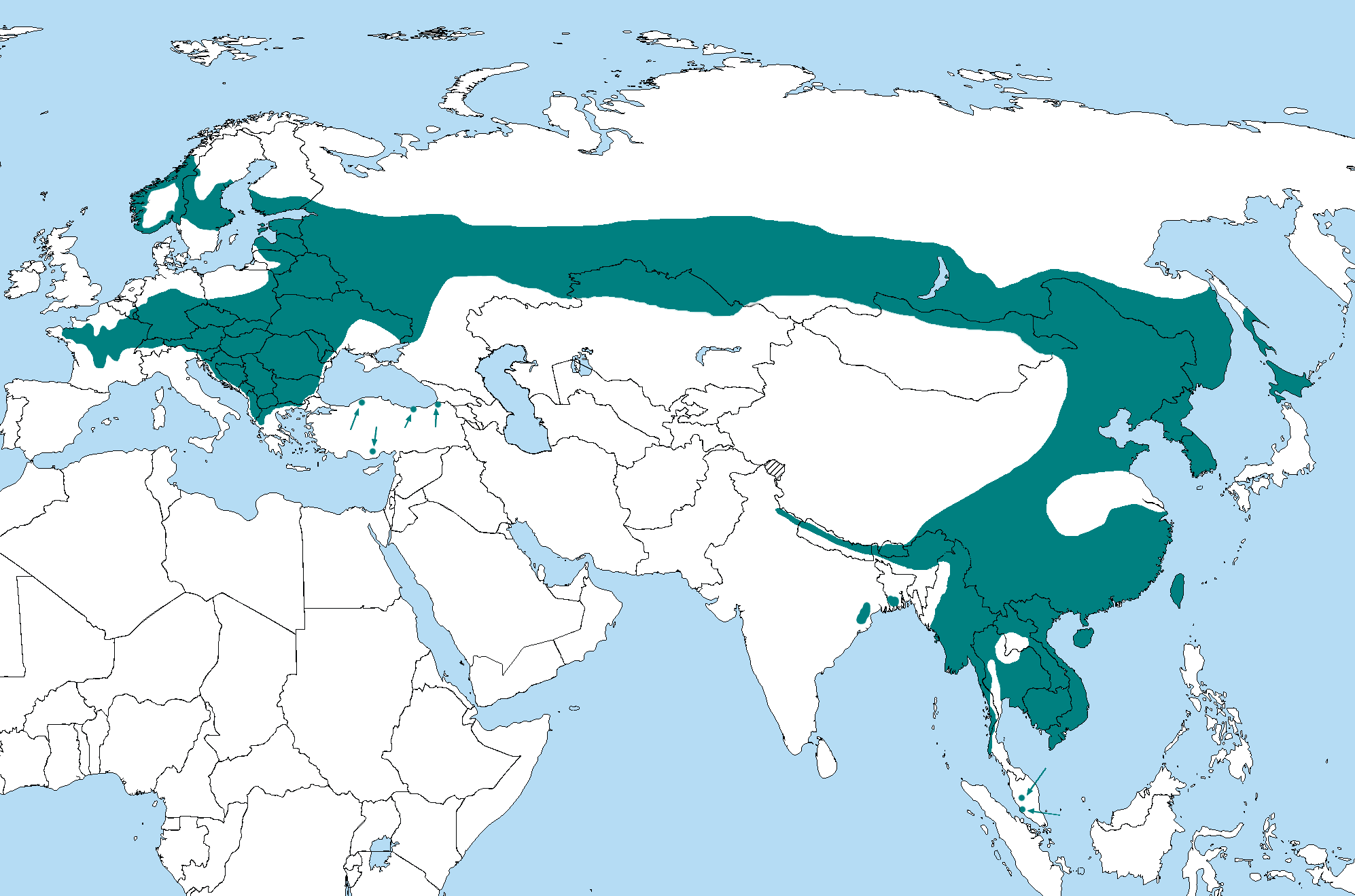
Gråspettens utbredning.

Gråspetten har sin utbredning i Europa och Asien och den är en stannfågel i hela sitt utbredningsområde.
Den europeiska utbredningen är ojämn och man kan beskriva den som två armar som sträcker sig västerut från den asiatiska utbredningen. Den ena armen sträcker sig från Baltikum över södra Finland (där den är vanlig), mellersta Sverige och ut till Norges sydliga kustområden. 
Den andra armen som är bredare sträcker sig över Mellaneuropa och områdena väster om Svarta havet och avsmalnar västerut till den västligaste utbredningen som finns vid Frankrikes Atlantkust.

### Underarter och deras utbredning
Gråspetten delas här in i elva underarter, fördelade i tre underartsgrupper, med följande utbredning:
- canus-gruppen
  - västlig gråspett[5] P. c. canus, inkl. P. c. perspicuus – Europa österut till västra Sibirien
  - P. c. jessoensis, inkl. P. c biedermanni, P. c. zimmermanni och P. c. griseoviridis – östra Sibirien, södra Sachalin, nordöstra Kina, Korea och Hokkaido
- guerini-gruppen
  - P. c. sanguiniceps – nordöstra Pakistan till nordvästra Indien och västra Nepal
  - P. c. hessei, inkl. P. c. gyldenstolpei – östra Nepal, Bhutan, nordöstra Indien, Myanmar, Thailand, Laos och Vietnam
  - P. c. guerini – östra delarna av Yangtzefloden västerut till centrala Sichuan
  - P. c. sobrinus – sydöstra Kina i Hunan, Fujian, Guangdong, Guangxi och Tonkin
  - P. c. tancolo, inkl. P. c. hainanus – Taiwan och Hainan
  - P. c. kogo, inkl. P. c. setschuanus – västra Kina från Qinghai österut till Shanxi, och söderut till Sichuan
  - P. c. sordidior – sydöstra Tibet, västra Sichuan, Yunnan och nordöstra Burma
  - P. c. robinsoni – centrala delarna av Malackahalvön
- P. c. dedemi – västra Sumatra

Den lokala populationen i Hongkong är utrotad.

### Förekomst i Sverige
Den svenska populationen av gråspett har fluktuerat över tid i Sverige och utbredningen har minskat och ökat. Dess huvudsakliga utbredningsområde i Sverige är Mellansverige och södra och mellersta Norrland. 1973 riksinventerade Sveriges ornitologiska förening (SOF) häckningsbeståndet av gråspett i Sverige och resultatet var nedslående. Då fann man bara en säkerställd häckning och utöver detta gjorde man bara 18 fynd under häckningsperioden. Då gick den sydliga utbredningsgränsen från Värmland, över Närke och till Stockholmstrakten, och fynd från Norrlands inland saknades nästan helt.
År 2007 beräknades sydgränsen för häckning i Sverige ligga i Bohuslän, via Västergötland och Södermanland, och man räknar med att den är väl spridd i hela Norrland. Efter en riksinventering ledd av SOF 2007 uppskattades antalet reproduktiva individer till 2200 där man också konstaterar att även om beståndet vuxit i ett längre tidsperspektiv har det legat relativt konstant de senaste 10-15 åren trots att utbredningsområdet vidgat sig söderut. Den anses så pass vanlig att den ej togs upp i ArtDatabankens rödlista från 2015.

## Levnadssätt

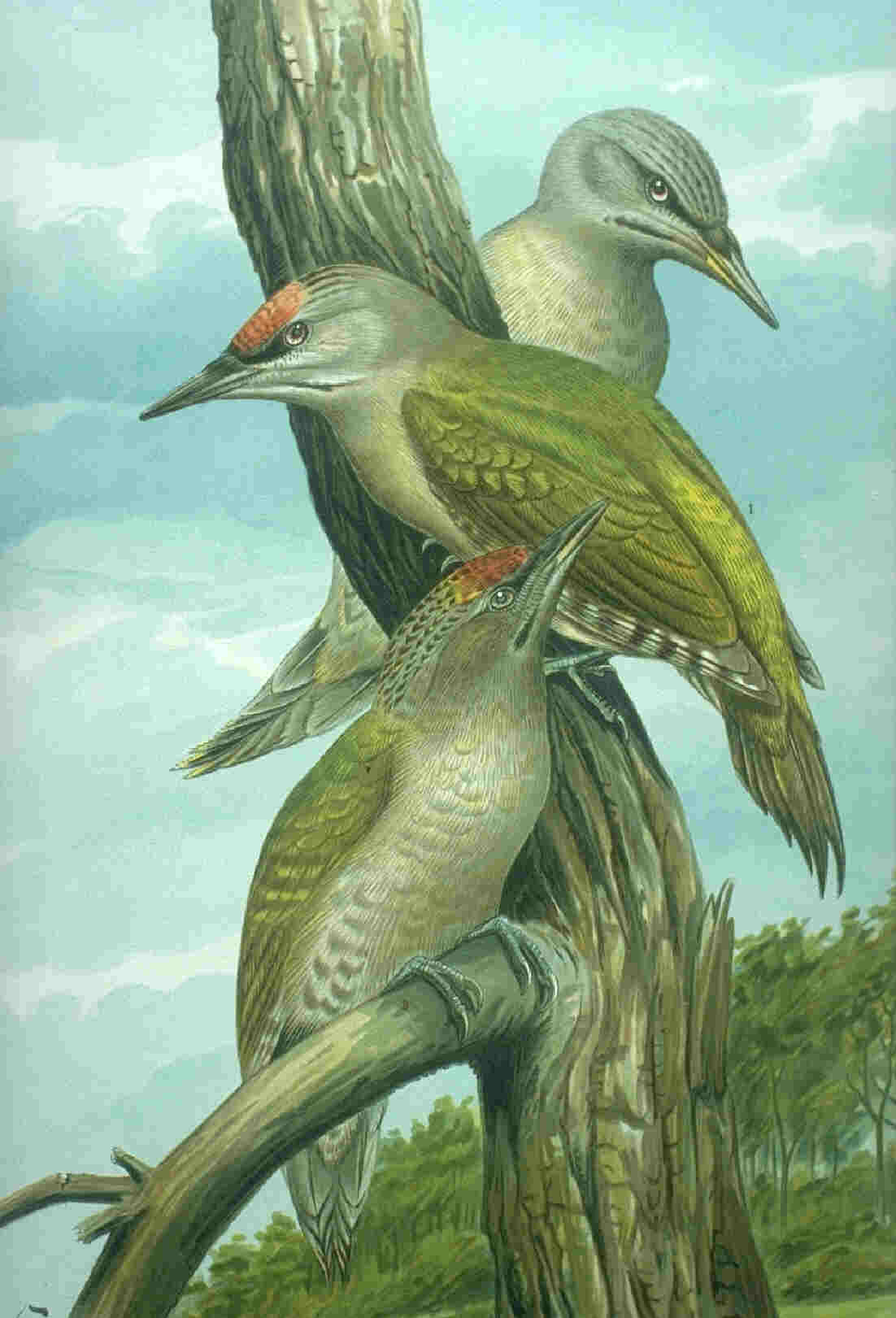
Illustration av gråspett.

Gråspetten häckar i ganska olika biotoper. Den häckar gärna i gamla aspar på öppna hyggen som gränsar mot äldre granskogspartier men även i sanka lövskogar längs älvar och vid sjöstränder. Den förekommer också i parkartade biotoper med högåldriga lövträd. Den verkar också föredra kuperad terräng där insekter och myror vaknar till liv tidigt om våren på sydsluttningarna. Den har påträffats på höjder upp till 3 650 meter. Dess föda består av insekter och den föredrar myror.

### Häckning

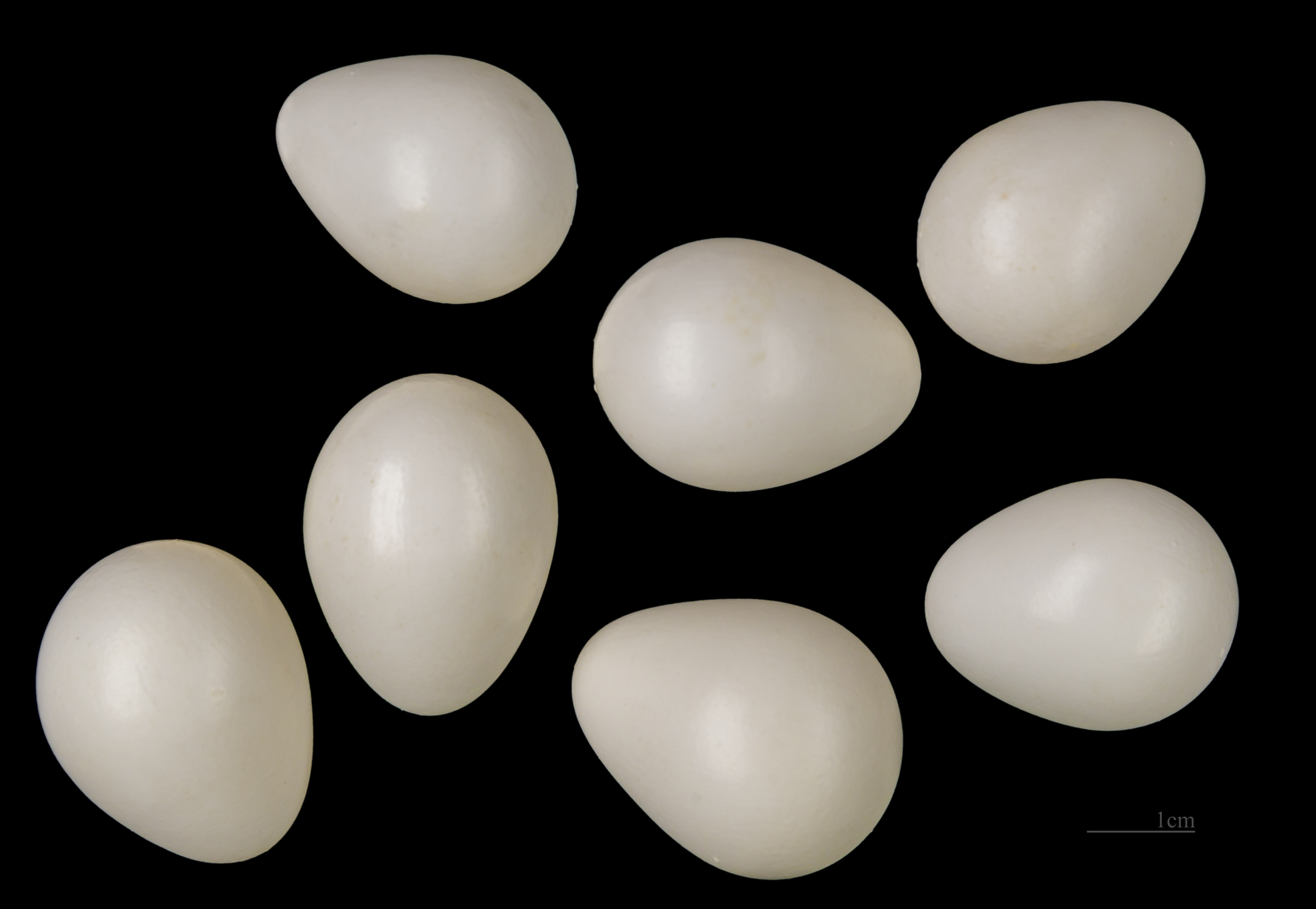
Gråspettens ägg.

Gråspettens häckningsperiod infaller ungefär mellan första april och sista juli. Den häckar i trädhålor, gärna i äldre lövträd som exempelvis asp. Ingångshålet brukar vara cirka 5,5 cm Den lägger en kull om året med vanligtvis 7 till 9 ägg. Båda föräldrarna ruvar äggen i 14 till 15 dygn innan de kläcks. Bägge två tar sedan hand om ungarna, som är flygfärdiga efter 24 till 28 dygn.

## Gråspetten och människan

### Status
Internationella naturvårdsunionen IUCN kategoriserar underartsgrupperna var för sig, canus och guerini som livskraftiga, medan dedemi kategoriseras som nära hotad.

### Namn
Gråspetten har förr även kallats grågöling och gråhöfdad hackspett. I Närketrakten har den förr dialektalt kallats vintergröngölja.

### I kulturen
Gråspetten är Ångermanlands landskapsfågel.